# Valea Șapartocului
Valea Șapartocului – wieś w Rumunii, w okręgu Marusza, w gminie Albești. W 2011 roku liczyła 6 mieszkańców.